# Karpacki Pułk Artylerii
Karpacki Pułk Artylerii Lekkiej – oddział artylerii lekkiej Polskich Sił Zbrojnych.
Utworzony w grudniu 1940 roku z rozwinięcia dywizjonu artylerii Brygady Strzelców Karpackich w pułk artylerii lekkiej Samodzielnej Brygady Strzelców Karpackich, która w brytyjskiej organizacji występowała jako grupa brygadowa (ang. Brigade Group). W maju 1942 roku z Karpackiego Pułku Artylerii Lekkiej sformowano 1 Karpacki Pułk Artylerii Lekkiej, a część kadry wydzielono do sformowania pozostałych pułków artylerii 3 Dywizji Strzelców Karpackich i Armijnej Grupy Artylerii Armii Polskiej na Wschodzie.

## Formowanie i zmiany organizacyjne
Ustny rozkaz w sprawie rozpoczęcia prac nad formowaniem Brygady Strzelców Karpackich wydał Naczelny Wódz gen. Władysław Sikorski 2 kwietnia 1940 roku w Paryżu. Wydany w tej sprawie rozkaz nr 1058/tj/Sztab/40 NW ustalił organizację i kadrę kierowniczą brygady. Dowódcą mającego powstać w ramach brygady - dywizjonu artylerii mianowano ppłk. Stanisława Gliwicza. 23 kwietnia do Bejrutu, a 24 kwietnia do Homs przybył ppłk S. Gliwicz, 26 przybyli pierwsi ewakuowani szlakiem "B" ochotnicy do formowanego dywizjonu. Formowany dywizjon artylerii podobnie jak cała Brygada Strzelców Karpackich miał charakter i etat jednostki górskiej składać się miał z: baterii dowodzenia, 3 baterii po 4 armaty 65 mm na jukach i kolumny amunicyjnej. 24 maja dywizjon otrzymał pierwszą armatę, wcześniej broń strzelecką i maszynową. Od maja prowadzono szkolenie przybywających sukcesywnie ochotników. Po upadku Francji dywizjon artylerii wraz z całą brygadą i uzbrojeniem oraz 22 000 sztuk amunicji artyleryjskiej w dniach 27-30 czerwca został ewakuowany transportem kolejowym do Samak, a następnie od połowy lipca do obozu Latrum w Palestynie. Prowadzono dalsze szkolenie, w tym strzelania dywizjonu artylerii w dniach 1-5 sierpnia 1940 roku na poligonie nadmorskim w pobliżu Jaffy. Od września rozpoczęto przezbrajanie dywizjonu w brytyjską broń strzelecką. Na przełomie września i października dywizjon wraz z brygadą przetransportowano do Egiptu w rejon Dekheila, celem rozbudowy i przygotowania do obrony umocnionych stanowisk. Dywizjon artylerii zajął stanowiska w rejonie Mexu i Dekheili, przejściowo podporządkowano ppłk. Gliwiczowi baterię artylerii nowozelandzkiej, potem dwie baterie artylerii egipskiej. Dywizjon jak i BSK były wizytowane przez polityków i dowódców brytyjskich i egipskich. W listopadzie rozpoczęto wymianę dział, dywizjon otrzymał brytyjskie działa 17 i 18 funtowe oraz ciągniki, zdano konie i muły. Szkolono kierowców i obsługi. Z końcem listopada rozpoczęto przekształcać dotychczasowy dywizjon w pułk. Dowódca BSK gen. S. Kopański z dniem 1 grudnia 1940 roku wydał rozkaz o utworzeniu „Karpackiego Pułku Artylerii” w składzie trzech dywizjonów wyposażony w jednolity sprzęt, noszące tradycyjne nazwy i miana: 1 dywizjon artylerii lekkiej, 2 dywizjon artylerii ciężkiej i 3 dywizjon artylerii konnej. Do 5 grudnia pułk otrzymał pozostałe działa 18-funtowe, ciągniki do dział, samochody, motocykle i sprzęt artyleryjski. Posiadane dotychczas konie, muły, armaty i wyposażenie francuskie zostało wysłane przez Brytyjczyków dla armii greckiej. Dnia 12 stycznia 1941 roku BSK przechodzi całkowicie na etaty brytyjskie jako grupa brygadowa (Polish Independent Bde Group) i przyjmuje nazwę „Samodzielna Brygady Strzelców Karpackich”. W dniach 23-26 stycznia 1941 roku pułk odbył ostre strzelania na poligonie pustynnym w rejonie Burg el Arab. Oprócz szkolenia doskonalono także taktykę walki zaznajamiano, się ze sprzętem zdobytym na armii włoskiej. Okresowo III dywizjon posługiwał się włoskimi armatami posadowionymi na samochodach ciężarowych i funkcjonował jako dywizjon artylerii samobieżnej. Z uwagi na projektowane wysłanie brygady do Grecji Karpacki pułk artylerii, zdał pojazdy mechaniczne, a pobrał konie i muły. 23 marca rozpoczęto załadunek pułku w porcie w Aleksandrii na statek, po wypłynięciu w morze statki konwoju z artylerzystami karpackimi zawrócono do Aleksandrii.

## Walki na Pustyni Zachodniej
Pułk pozbawiony większości pojazdów przetransportowano do obrony Obozu Warownego w Mersa Matruh. W czerwcu wymieniono używane dotychczas armaty 18-funtowe, na nowoczesne haubico-armaty 25-funtowe w ilości 24 sztuk. Po odejściu SBSK do rejonu Baggush, Karpacki pal pozostał w osłonie Mersa Matruh do końca lipca.
Tobruk
W pierwszych dniach sierpnia artylerzyści przybyli do obozu El Amiriya, zdano do magazynów sprzęt ciężki, pojazdy, działa i pierwszym konwojem w dniu 19 sierpnia przetransportowany został do Tobruku. Przejął uzbrojenie i wyposażenie od brytyjskiego 51 pal, w ilości 16 dział 25-funtowych i 5 dział 18-funtowych. Nocą 20/21 sierpnia Karpacki pal oddał pierwsze salwy do wroga. Pułk miał do wsparcia 15 kilometrowy odcinek frontu obronnego. Z uwagi na niewielką ilość dział i ograniczone zużycie do 20 pocisków na działo dziennie, artylerzyści karpaccy rozpoczęli pozyskiwać pozostające w twierdzy działa włoskie i nietypowe brytyjskie, do których były większe zapasy amunicji. Pomiędzy 12-17 września sformowano z wolnych obsług i innych niewykorzystywanych żołnierzy dodatkowe trzecie baterie w dywizjonach (3, 6 z włoskimi armatami 75 mm i 9 z włoskimi haubicami 100 mm), dwa samodzielne plutony ciężkich dział włoskich "J" i "K" x 2 haubice 149 mm oraz jeden pluton ciężkich armat 105 mm. W październiku został zorganizowany 4 dywizjon wyposażony w 8 brytyjskich starych haubic 4,5 cala (105 mm) i włoskie armaty 75 mm. Od 3 października artylerzyści karpaccy objęli wsparciem artyleryjskim, wspólnie z brytyjskim 144 pułkiem artylerii odcinek zachodni twierdzy. Poszczególne dywizjony wspierały oddziały brytyjskie, bataliony: australijski i czechosłowacki, a przede wszystkim polskie bataliony strzeleckie i Pułk Ułanów Karpackich na odcinkach obronnych. 6 listopada Karpacki PAL całością środków ogniowych, wraz z brytyjskim 1 pułkiem artylerii konnej prowadził demonstracyjne nawały ogniowe, w rejon "wyłomu" wzg. Medauar wystrzelono 4000 pocisków. W trakcie walk o odblokowanie Tobruku na początku grudnia uczestniczył w walkach w "korytarzu" oprócz karpackiego dywizjonu artylerii przeciwpancernej, kombinowany dywizjon artylerii Karpackiego pal pod dowództwem kpt. Zdzisława Tułodzieckiego. 10 i 11 grudnia III dywizjon wspierał dokonujący krótkiego pościgu za nieprzyjacielem do Acromy, wzmocnionego pułku ułanów karpackich.
El Gazala
Po odblokowaniu Tobruku SBSK przystąpiła do działań manewrowych, z uwagi na brak środków transportowych w Tobruku pozostały baterie i plutony uzbrojone w działa włoskie, a także 4 dywizjon. 13 i 14 grudnia 1941 roku Karpacki pal podjął marsz w ugrupowaniu brygady, ze względu na brak środków transportowych w składzie 1, 2, 4, 5 i 7 baterii. Natomiast baterie 3, 6 i 8 pozostały na ostatnim postoju w Got el Heial. Z uwagi na niewielką ilość amunicji przy bateriach po 130 sztuk na działo i niekompletnego stanu pułku, wsparcie artylerii 15 grudnia 1941 roku podczas natarcia 1 i 3 batalionów strzelców na pozycję Gazalą było niedostateczne. Stanowiska ogniowe artyleria karpacka zajęła na południe od wzg. 198. 16 grudnia artyleria wsparła gwałtowną nawałą resztą amunicji szturm 3 batalionu strzelców, który uzyskał powodzenie. Dowieziona amunicja pozwoliła artylerzystom zwalczyć stanowiska włoskiej artylerii w rejonie Bir Chesceua. 17 grudnia wykonywany pościg przez 2 batalionu strzelców wspiera jedna z baterii pułku, położony na tyły bronionej przez Włochów pozycji celny ogień artyleryjski pozwolił wziąć do niewoli dużą grupę 44 batalionu bersalierów. 18 grudnia z uwagi na przejście SBSK do obrony zdobytego terenu artylerzyści zajęli stanowiska ogniowe 4 km na południowy wschód od wzg. Carmuset.
Bardia
25 grudnia Karpacki pal otrzymał uzupełnienie 4 dział 25-funtowych dla 8 baterii i ciągników artyleryjskich, podjął marsz w kierunku twierdzy Bardia. 27 grudnia artylerzyści karpaccy osiągnęli nakazany rejon i weszli w skład zgrupowania artylerii wspierającą południowoafrykańską 2 Dywizję Piechoty. W rejon walk pułk przybył w składzie czterech dywizjonów. 31 grudnia 1941 roku Karpacki PAL wspierał jeden z batalionów południowoafrykańskiej 3 Brygady Piechoty szturmującej Bardię. Następnie w dniu 1 stycznia 1942 roku artylerzyści wspierali natarcie w II fazie szturmu pozycji osi. 2 stycznia w południe nastąpiła kapitulacja Bardii. Pułk poniósł straty wśród obserwatorów artyleryjskich przy piechocie: 1 żołnierz poległ, 7 odniosło rany, a 1 dostał się do niewoli (krótkotrwałej). Wystrzelił 15 000 sztuk pocisków. W okresie od 3 do 7 stycznia pułk dołączył do SBSK i przemaszerował do Jebel el Achdar, zajmując kwatery w Giovanni Berta dowództwo i oddziały sztabowe, a dywizjony przy poszczególnych batalionach.
Dalsze walki na Pustyni Zachodniej
Wraz z macierzystą brygadą pełnił służbę okupacyjną w Cyrenajce do dnia 26 stycznia. Następnie marszem kołowym w szyku bojowym wraz z resztą brygady przemieścił się do starego fortu El Mechili. Od 27 stycznia SBSK zajęła obronę w rejonie El Mechili z działami pułku w szykach piechoty. Podporządkowano jako dowódcy artylerii ppłk. Gliwiczowi elementy wycofujących się przez obronne pozycje polskie, brytyjskie i południowoafrykańskie jednostki artylerii, łącznie dodatkowych 36 dział, a nazajutrz działa z Brygady Piechoty "Wolnej Francji". 3 lutego z uwagi na zarządzony odwrót, wszystkie alianckie jednostki opuściły rejon obrony udając się w szyku bojowym na pojazdach przez pustynię do Alem Hamza. W nowym rejonie obrony część pułku użyto do obrony ppanc, pozostałą część do prowadzenia ognia pośredniego. W trakcie przygotowań do obrony został ciężko ranny, a następnie zmarł dowódca III dywizjonu mjr Sikorski. Karpacki pal wspierał ogniem pośrednim walki patroli na przedpolu pozycji obronnych. 3 marca pozycje obronne SBSK, w tym pułku wizytował dowódca 8 Armii Brytyjskiej gen. Ritchie i dowódca XIII Korpusu Brytyjskiego gen. Gott, po tej wizycie pułk otrzymał 16 nowych dział 25-funtowych i 24 etatowe nowe ciągniki. 18 marca pułk został wycofany z frontu i 22-23 marca przybył do obozu El Amiriya pod Aleksandrią dla żołnierzy rozpoczął się okres wypoczynku, urlopów oraz szkoleń poza pułkiem.
Przeformowanie
Pod koniec kwietnia pułk wraz z SBSK został przetransportowany do Palestyny, gdzie przybyli również żołnierze z I ewakuacji z ZSRR. W maju 1942 roku Karpacki Pułk Artylerii Lekkiej utworzył ze swojego składu osobowego 1 Karpacki Pułk Artylerii Lekkiej oraz dał kadry doświadczonych żołnierzy, niezbędnych do utworzenia z przybyłych z ZSRR 2 i 3 Karpackich pal. Zasilił kadrowo tworzone na Bliskim Wschodzie inne jednostki artylerii, w tym 1 Pułku Artylerii Ciężkiej (późniejszy 10 pac) oraz kadry instruktorów w ośrodkach szkoleniowych artylerii.

## Obsada personalna pułku
Obsada personalna pułku
- dowódca pułku – ppłk dypl. art. Stanisław Gliwicz
- zastępca dowódcy pułku – mjr Henryk Dominiczek
- szef sztabu – kpt. Józef Chwastek
- dowódca baterii dowodzenia
  - kpt. Mieczysław Greczyn
  - por. Marian Dütz
- dowódca 1 dywizjonu artylerii lekkiej – mjr Juliusz Możdżeń
- dowódca 2 dywizjonu artylerii ciężkiej – kpt. Franciszek Kikal
- dowódca 3 dywizjon artylerii konnej
  - mjr Dawid Kutateładze
  - mjr dypl. Emil Sikorski
- dowódca 4 dywizjonu – kpt. Zygmunt Branicki